# Монти (Сијена)
Монти је насеље у Италији у округу Сијена, региону Тоскана.
Према процени из 2011. у насељу је живело 277 становника. Насеље се налази на надморској висини од 380 м.